# Muhammar
Il muhammar  è un piatto tradizionale del Bahrein.
Si tratta di un piatto di riso dolce condito con spezie e melassa di datteri e viene solitamente consumato con pesce fritto o grigliato.
Il riso viene sbollentato e poi cotto a vapore.
È diffuso prevalentemente in Bahrein.